# عامل کاهنده چربی
عوامل کاهنده چربی که گاهی به عنوان عوامل کاهش دهنده چربی، داروهای کاهنده کلسترول یا عوامل ضد چربی خون نیز شناخته می‌شوند، گروه متنوعی از داروها هستند که برای کاهش سطح لیپیدها و لیپوپروتئین‌ها، مانند کلسترول، در خون (هیپرلیپیدمی) استفاده می‌گردند. انجمن قلب آمریکا توصیه می‌کند که برای این دسته از داروها از توصیف کننده «عامل کاهش دهنده چربی» به جای اصطلاح «هیپولیپیدمیک» استفاده شود.

## کلاس‌ها
چندین دسته از داروهای کاهنده چربی ممکن است هم از نظر تأثیر بر نمایه کلسترول و هم از نظر عوارض جانبی متفاوت باشند. به عنوان مثال، برخی ممکن است سطوح لیپوپروتئین با چگالی کم (LDL) را بیشتر از بقیه کاهش دهند، در حالی که ترجیحاً برخی دیگر ممکن است لیپوپروتئین با چگالی بالا (HDL) را افزایش دهند. از نظر بالینی، انتخاب یک عامل بستگی به نمایه کلسترول بیمار، خطر قلبی عروقی، عملکرد کبد و کلیه بیمار دارد که در برابر تعادل خطرات و فواید داروها ارزیابی می‌شود. در ایالات متحده، این دستورالعمل توسط دستورالعمل مبتنی بر شواهد هدایت می‌شود که اخیراً در سال ۲۰۱۸ توسط کالج قلب و عروق آمریکا و انجمن قلب آمریکا به روز شده است.

### ثابت شده‌ها
- استاتین‌ها (مهارکننده‌های ردوکتاز HMG-CoA) به ویژه برای کاهش LDL، کلسترول با قوی‌ترین پیوندها با بیماری‌های عروقی مناسب هستند. در مطالعات با استفاده از دوزهای استاندارد، مشخص شده است که استاتین‌ها LDL-C را بین ۱۸ تا ۵۵ درصد کاهش می‌دهند، بسته به استاتین خاصی که استفاده می‌شود. خطر آسیب عضلانی (میوپاتی و رابدومیولیز) با استاتین‌ها وجود دارد. هیپرکلسترولمی یک عامل خطر برای مرگ و میر در افراد بالای ۷۰ سال نیست و خطرات ناشی از داروهای استاتین بعد از ۸۵ سالگی بیشتر می‌شود.[۲]
- فیبرات‌ها برای هیپرتری‌گلیسیریدمی اندیکاسیون دارند. فیبرات‌ها معمولاً تری‌گلیسیرید را بین ۲۰ تا ۵۰ درصد کاهش می‌دهند. سطح کلسترول خوب HDL نیز افزایش می‌یابد. فیبرات‌ها ممکن است LDL را کاهش دهند، اگرچه معمولاً تاثیرشان به میزان کمتری نسبت به استاتین‌ها است. مشابه استاتین‌ها، خطر آسیب عضلانی در آنها نیز وجود دارد.
- نیکوتینیک اسید نیز مانند فیبرات‌ها برای کاهش تری‌گلیسیرید ۲۰ تا ۵۰ درصد مناسب است. همچنین ممکن است LDL را ۵–۲۵٪ کاهش دهد و HDL را ۱۵–۳۵ درصد افزایش دهد. نیاسین ممکن است باعث افزایش قند خون شود و همچنین ممکن است باعث آسیب کبدی گردد. آسیپیموکس مشتق نیاسین نیز با کاهش متوسطی در LDL همراه است، در سال ۱۹۵۵ معرفی شد.
- جداکننده‌های اسیدهای صفراوی (رزین‌ها مانند کلستیرامین) به ویژه برای کاهش LDL-C با جدا کردن اسیدهای صفراوی حاوی کلسترول آزاد شده در روده و جلوگیری از بازجذب آنها از روده مؤثر هستند. LDL را ۱۵ تا ۳۰ درصد کاهش می‌دهد و HDL را ۳ تا ۵ درصد افزایش می‌دهد، با تأثیر کمی بر تری‌گلیسیرید، اما می‌تواند باعث افزایش جزئی شود. جذب کننده‌های اسید صفراوی ممکن است باعث مشکلات گوارشی شود و همچنین ممکن است جذب سایر داروها و ویتامین‌ها را از روده کاهش دهد.
- ازتیمایب یک مهارکننده انتخابی جذب کلسترول در رژیم غذایی است.
- لومیتاپید یک مهارکننده میکروزومی پروتئین انتقال تری‌گلیسیرید است.
- مهارکننده‌های PCSK9 آنتی‌بادی‌های مونوکلونال برای موارد مقاوم هستند. (به عنوان مثال Evolocumab , Inclisiran) آنها در ترکیب با استاتین‌ها استفاده می‌شوند.
- پروبوکول LDL را مستقل از گیرنده LDL کاهش می‌دهد و HDL-C را با تقویت گیرنده کبدی و کاهش انتقال وابسته به ABCA1 کاهش می‌دهد. کاهش HDL-C، همراه با عدم قطعیت‌های اولیه در مورد مکانیسم اثر آن، از لحاظ تاریخی منجر به قطع و جایگزینی آن با استاتین‌ها در کشورهای غربی شده است. با این حال، به نظر می‌رسد پروبوکول به جای کاهش انتقال معکوس کلسترول توسط ذرات HDL، آن را افزایش می‌دهد. در دهه ۱۹۷۰ معرفی شد[۳] که حدود یک دهه قبل از استاتین‌ها بود.[۴]

### جایگزین‌ها
- نشان داده شده است که لسیتین به‌طور مؤثر غلظت کلسترول را تا ۳۳ درصد، LDL را تا ۳۸ درصد کاهش می‌دهد و HDL را تا ۴۶ درصد افزایش می‌دهد.[۵] [ منبع غیر اولیه مورد نیاز است ]
- فیتواسترول‌ها ممکن است به‌طور طبیعی در گیاهان یافت شوند. مانند ازتیمایب، فیتواسترول‌ها که جذب کلسترول را در روده کاهش می‌دهند، بنابراین زمانی که با وعده‌های غذایی مصرف می‌شوند بیشترین تأثیر را دارند. با این حال، مکانیسم دقیق عمل آنها با ازتیمایب متفاوت است.
- مصرف مکمل‌های امگا ۳ در دوزهای بالا می‌تواند سطح تری‌گلیسیرید را کاهش دهد.[۶] آنها با افزایش بسیار کم در LDL (~ ۵٪) همراه هستند.
- کولین
- پیکنوژنول[۷]
- بربرین[۸][۹]
- برنج مخمر قرمز[۱۰] منبع طبیعی است که استاتین‌ها از آن کشف شد، اما FDA در حال حاضر هرگونه RYR با مقادیر قابل توجهی استاتین را به عنوان یک مکمل غذایی به فروش نمی‌رساند[۱۱]
- کندر هندی[۱۲]
- ال-آرژنین ممکن است اثرات استاتین را تقویت کند، اما به تنهایی منجر به کاهش کلسترول نخواهد شد.[۱۳]
- روغن بزرک[۱۴]

## تحقیقات
طبقات تحقیقاتی عوامل کاهش چربی خون:
- مهارکننده‌های CETP (پروتئین انتقال کلستریل استر)، ۱ کاندید در حال آزمایش است. (آناستراپیب) انتظار می‌رود که این داروها به‌طور عمده HDL را افزایش داده و LDL را کاهش دهند
- مهارکننده اسکوالن سنتاز
- ApoA-1 میلانو
- سوکسینوبوکول (AGI-1067)، یک آنتی‌اکسیدان جدید، در آزمایش فاز III شکست خورد.
- میپومرسن مهارکننده آپوپروتئین B (تأیید شده توسط FDA در سال ۲۰۱۳ هیپرکلسترولمی فامیلی هموزیگوت[۱۵][۱۶]).
- بمپدوئیک اسید، یک مهارکننده ATP سیترات لیاز
- کد ATC C10
- سیپروفیبرات